# Kauklaistenjärvi
Kauklaistenjärvi eller Kauklainen är en sjö i Finland. Den ligger i kommunen Raumo i landskapet Satakunta, i den sydvästra delen av landet, 200 km nordväst om huvudstaden Helsingfors. Kauklaistenjärvi ligger 20,6 meter över havet. Arean är 67,4 hektar och strandlinjen är 6,06 kilometer lång. Sjön  ingår i Lapinjokis huvudavrinningsområde.   I omgivningarna runt Kauklaistenjärvi växer i huvudsak barrskog. Den sträcker sig 1,7 kilometer i nord-sydlig riktning, och 0,7 kilometer i öst-västlig riktning.
I övrigt finns följande i Kauklaistenjärvi:
- Kuuskari (en ö)